# Drosophila lanaiensis
Drosophila lanaiensis е изчезнал вид насекомо от семейство Плодови мушици (Drosophilidae).

## Разпространение
Видът е бил ендемичен за Хаваите.